# Ардойе
Ардойе (на нидерландски: Ardooie) е селище в Северозападна Белгия, окръг Тийлт на провинция Западна Фландрия. Населението му е около 9100 души (2006).